# Памятник Ленину (Мурманск)
Памятник Ленину — монументальное скульптурное произведение, посвящённое Владимиру Ильичу Ленину, расположенное в сквере у дома № 63 по проспекту Ленина города Мурманска.

## История
В силу того, что к образу Ленина предъявлялось большое количество требований, советская власть создание ему памятника могла доверить лишь выдающимся скульпторам. Автором проекта мурманского монумента стал Николай Томский, многократный лауреат высоких премий, Герой социалистического труда, президент Академии художеств.
В качестве места для установки памятника была выбрана небольшая площадь, образованная построенным в 30-е годы на проспекте Сталина (ныне — проспект Ленина) домом в виде буквы «П». Здесь были проведены работы по благоустройству территории, спуск к проспекту облицевали толстыми гранитными плитами, разбили газоны.
3 ноября 1957 года состоялось открытие монумента, приуроченное к 40-й годовщине Октябрьской революции. Тысячи людей, принявших участие в церемонии, держали в руках транспаранты, флаги и портреты Ленина. У подножия памятника дежурил почётный караул.
Позднее в годы СССР здесь проходили различные праздничные церемонии. У памятника устанавливали с трибуны, с которых власти приветствовали участников демонстраций 1 мая и 7 ноября.

## Описание
Высота бронзовой скульптуры составляет 6 метров, постамента, облицованного красно-коричневым карельским гранитом, — около 11 метров.
Ленин изображён в традиционной позе: его левая рука, откинув распахнутое пальто, держит лацкан пиджака, правая рука опущена, в ней зажата кепка; взгляд устремлён вперёд.